# Lykiska leden

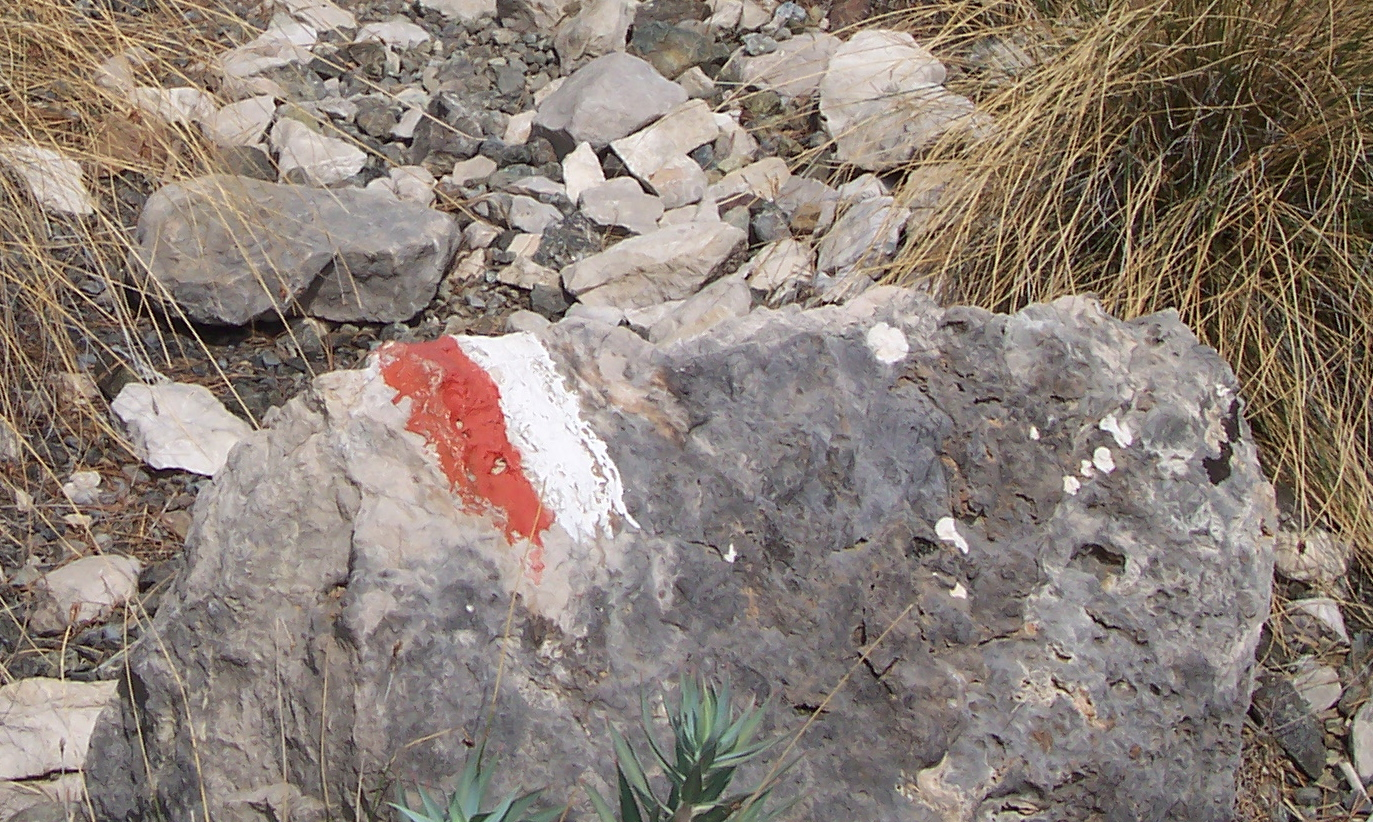
Vägmarkering på Lykiska leden

Lykiska leden (turkiska: Likya yolu) är en 500 km lång vandringsled i det historiska landskapet Lykien i södra Turkiet. Den löper längs medelhavskusten från Fethiye i väst till Antalya i öst. Längs leden ligger flera turistorter, förutom Fethiye och Antalya även Ölüdeniz, Kalkan, Kaş och Kemer.